# Aotus zonalis
Aotus zonalis е вид примат от семейство Нощни маймуни (Aotidae).

## Разпространение
Видът е разпространен в Колумбия и Панама.